# Malo jezero (Raduša)
Malo jezero (na različitim izvorima Voljičko ili Gornje jezero) nalazi se u Bosni i Hercegovini i smješteno je u plitkoj krškoj uvali na prostoru Plandišta na planini Raduši. Nalazi se na oko 1750 metara nadmorske visine što ga čini jednim od najviših bosanskohercegovačkih jezera.  Malih je dimenzija pa mu prijeti nestanak. Nema površinskih pritoka, a vjerojatno nema ni sublakustrijskih izvora. Vodom se napaja od kišnice i od otopljenjenog snijega.
Jugozapadno od Malog nalazi se Veliko ili Idovačko jezero.